# بهرام بن مافنه
بهرام بن مافنه (ماه‌پناه) کازرونی (متولد ۹۶۷ میلادی در کازرون) وزیر آل بویه در زمان پادشاهی عمادالدوله ابوکالیجار بود. وی به عدل و سخاوت مشهور بود.
معجم الادبا درباره وی نوشته: «وی حامی شعراء و ادباء و اهل علم بود و مؤلفین وقت کتب خویش بنام او می کردند و صلات وافره از وی می یافتند و از جمله حسن بن احمد الاعرابی المعروف بالاسود الغندجانیست که کتابهای خود را بنام این وزیر نوشت . وفات بهرام بن مافنه بسال 433 هَ . ق . بود.»